# Läänemaa
Lääne (estisk: Lääne maakond), eller Läänemaa,  er et af Estlands 15 amter (maakond) og er beliggende i den vestlige del af landet. Lääne grænser til Østersøen i nord, Harjumaa i nord-øst, Raplamaa i øst, Pärnumaa i syd og øerne Saaremaa og Hiiumaa i vest.
Området var tidligere kendt under sit tyske navn Wiek (eller Wieck). Dets estiske navn Läänemaa betyder Vestland. 

## Kommuner
Amtet er siden en landsomfattende reform i Estland after kommunalvalget søndag den 15. oktober 2017 inddelt i 3 kommuner. Der er en bykommune (estisk: linnad) og to landkommuner (estisk: vallad). Amtets areal blev samtidig mindsket, så indbyggertallet faldt.
Bykommune
- Haapsalu

Landkommuner:
- Lääne-Nigula
- Vormsi

- Haapsalu
- Lihula
- Puhtu
- Koluvere
- Rälby, Vormsi
- Peraküla

58°55′00″N 23°45′00″Ø / 58.916666666667°N 23.75°Ø